# Elecciones presidenciales de Irlanda de 2004
Las duodécimas elecciones presidenciales de Irlanda se llevarían a cabo el 22 de octubre de 2004. Sin embargo, como los dos principales partidos políticos del país (Fianna Fáil y Fine Gael) más otros partidos menores de importancia media (Demócratas Progresistas, Sinn Féin) apoyaron a la presidenta incumbente Mary McAleese, esta fue reelegida sin oposición para un segundo mandato y la votación no fue realizada. Fue la tercera vez que un presidente es reelecto sin oposición, ocurriendo en 1952 con Seán T. O'Kelly y con Patrick Hillery.
Éamon Ryan, del Partido Verde manifestó su intención de competir contra McAleese. Sin embargo, la falta de diputados dispuestos a apoyar su nominación, sumado a la popularidad personal de McAleese (que era el motivo por el cual los demás partidos decidieron no presentar ningún candidato), provocaron que se retractara.